# Otto Keinath

Otto Keinath

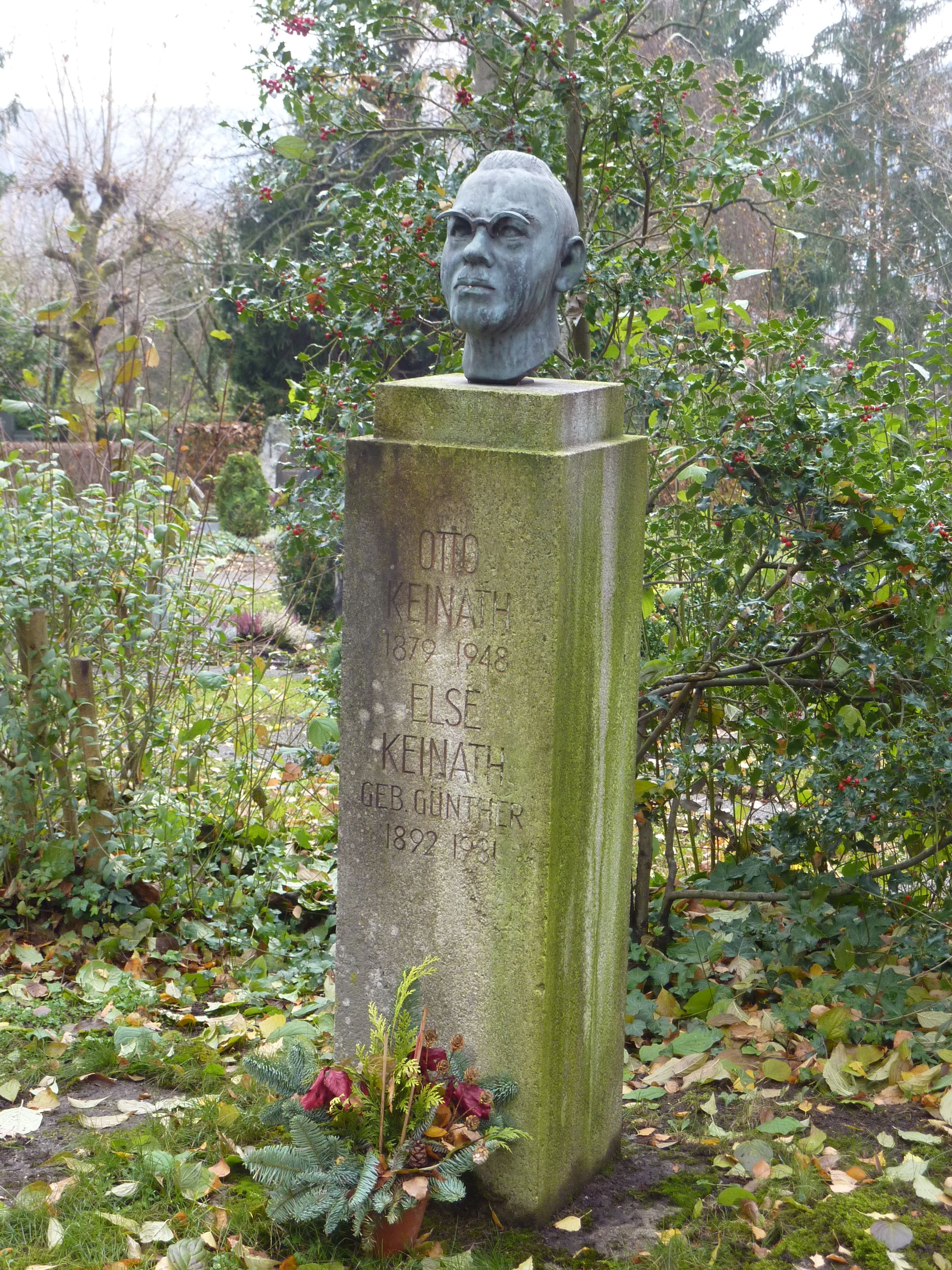
Grab auf dem Esslinger Ebershaldenfriedhof

Otto Traugott Keinath (* 22. November 1879 in Hausen a. L., Württemberg; † 21. Oktober 1948 in Esslingen am Neckar) war ein deutscher Politiker (NLP, DDP, DVP).

## Leben und Wirken
Nach dem Besuch des Lyzeums in Esslingen am Neckar (das heutige Georgii-Gymnasium) und von theologischen Seminaren in Maulbronn und Blaubeuren studierte Keinath Mathematik, Physik und Volkswirtschaft an der Eberhard Karls Universität Tübingen. Während seines Studiums wurde er 1897 Mitglied der Verbindung Normannia Tübingen. Anschließend arbeitete er mehrere Jahre als Hilfslehrer und Oberlehrer: 1902 wurde er Hilfslehrer an der Oberrealschule in Esslingen und 1908 Oberreallehrer am Realgymnasium in Stuttgart. Seit 1905 war er überwiegend politisch und wirtschaftspolitisch tätig. 1911 ließ er sich als Schriftsteller in Stuttgart nieder, wo er auch für verschiedene Zeitungen tätig war, z. B. für den Hannoverschen Courier.
Nachdem Keinath um die Jahrhundertwende Mitglied der Nationalliberalen Partei (NLP) geworden war, die in Württemberg als Deutsche Partei organisiert war, übernahm er 1905 das Amt des Generalsekretärs der Partei in Württemberg. Von 1912 bis 1918 saß er als Abgeordneter seiner Partei für den Wahlkreis Württemberg 4 (Böblingen, Vaihingen, Leonberg, Maulbronn) im Reichstag des Kaiserreiches.
Ab 1915 stand Keinath als Mitglied des Verwaltungsrates der Deutschen Rentenbank sowie zahlreicher wirtschaftspolitischer Körperschaften in enger Verbindung zu führenden Männern der Industrie wie Albert Vögler. 1916 wurde Keinath geschäftsführendes Präsidialmitglied des Zentralverbandes des Deutschen Großhandels. 1927 wurde er zudem geschäftsführendes Präsidialmitglied des Reichsverbandes des Deutschen Groß- und Überseehandels. Daneben war Keinath Mitglied des Wirtschaftsrats beim kaiserlichen Reichswirtschaftsministerium und in der Weimarer Zeit Mitglied des Vorläufigen Reichswirtschaftsrats.
Nach dem Ende des Ersten Weltkrieges und dem Zusammenbruch des Deutschen Kaiserreiches trat Keinath in die Deutsche Demokratische Partei (DDP) ein, in der er sofort eine führende Rolle spielte und dem rechten Parteiflügel zugerechnet wurde. 1920 wurde er auf Reichswahlvorschlag seiner Partei als Abgeordneter in den ersten Reichstag der Weimarer Republik gewählt. Bereits am 21. Oktober 1924 erklärte er jedoch nach parteiinternen Richtungsstreitigkeiten zusammen mit Eugen Schiffer und Karl Böhme, zwei weiteren Vertretern des rechten Parteiflügels, seinen Austritt aus der DDP. Anders als Böhme und Schiffer schloss Keinath sich sofort der Deutschen Volkspartei (DVP) an. Für diese saß er zunächst von Oktober 1924 bis Mai 1928 im Reichstag. Nachdem Keinath bei der Wahl vom Mai 1928 die Wiederwahl verfehlt hatte, konnte er im April 1930 im Nachrückverfahren für den ausgeschiedenen DVP-Abgeordneten Johannes Wunderlich in den Reichstag zurückkehren, dem er nun bis zum Juli 1932 angehörte.
Zum 1. Mai 1933 trat Keinath in die NSDAP ein (Mitgliedsnummer 2.839.227).

## Schriften
- Wirtschaftspolitische Streitfragen, Berlin 1914.